# زبان ماپیا
ّّزبان ماپیا یک زبان منقرض شده از خانواده زبان‌های میکرونزیایی در اندونزی است. این زبان در آب‌سنگ حلقوی ماپیا صبحت می‌شد. آب‌سنگ حلقوی ماپیا در ۱۸۰ کیلومتر (۱۱۰ مایل) شمال ساحل پاپوآی باختری قرار دارد. مردم ماپیا زبان در سال‌های آغازین سده ۲۰ (میلادی) از میکرونزی به آب‌سنگ حلقوی ماپیا کوچ کردند و پس از آن جذب این زبان شدند. آخرین کسی که به زبان ماپیا صحبت می‌کرد در سال ۲۰۰۰ درگذشت. هم‌اکنون مردم آب‌سنگ حلقوی ماپیا، کوچ کردگان به زبان بیاک هستند.